# Simaiya
Der Simaiya (Samaia) ist ein rechter Nebenfluss des Sepik auf Neuguinea.

## Lage und Lauf
Der Simaiya entspringt im Nordteil des Berglands der West Range, die den nordwestlichsten Ausläufer des Bismarckgebirges bilden, die der obere Sepik umrundet. Er fließt zunächst in einem Tal nach Norden und tritt erst kurz vor der Mündung in das Überschwemmungs-Tiefland ein. Beim Dorf Mukuasi/Mukwasi mündet der Simaiya nach etwa 20 km Luftlinie von rechts in den Sepik.

## Natur und Einwohner
Das Gebiet ist geschlossener, weitgehend unberührter tropischer Regenwald.
Im Tal des Simaiya, das zum Yapsie Rural local-level Government des Telefomin District der Provinz Sandaun gehört, leben die Amto, eine Ethnie von etwa 300 Papua mit völlig eigenständiger Sprache, in den Dörfern Amto, Sisilo, Habiyon und Amu. Die Bewohner von Mukuasi an der Mündung gehören zur Sprachgruppe der Abau.